# Porcellio hirtipes
Porcellio hirtipes là một loài chân đều trong họ Porcellionidae. Loài này được Dollfus miêu tả khoa học năm 1904.